# Bistum Colón-Kuna Yala
Das Bistum Colón-Kuna Yala (lateinisch Dioecesis Columbensis-Kunayalensis, spanisch Diócesis de Colón-Kuna Yala) ist eine römisch-katholische Diözese mit Sitz in Colón in Panama.

## Geschichte
Papst Johannes Paul II. gründete mit der Bulle Ad perpetuam rei memoriam am 15. Dezember 1988 das Bistum Colón aus Gebietsabtretungen des Apostolischen Vikariats Darién und unterstellte es dem Erzbistum Panama als Suffraganbistum. Am 13. Juni 1997 nahm es seinen heutigen Namen an. Sie hat eine Ausdehnung von 8.167 km² und 248.000 Einwohner, darunter 178.000 Katholiken (70 % der Bevölkerung), 17 Pfarreien, 32 Priester (20 Diözesan- und 12 Ordenspriester). Es gibt 60 Ordensschwestern und 8 Große Seminaristen. Es umfasst die Provinz Colón und das indigene Territorium Guna Yala.

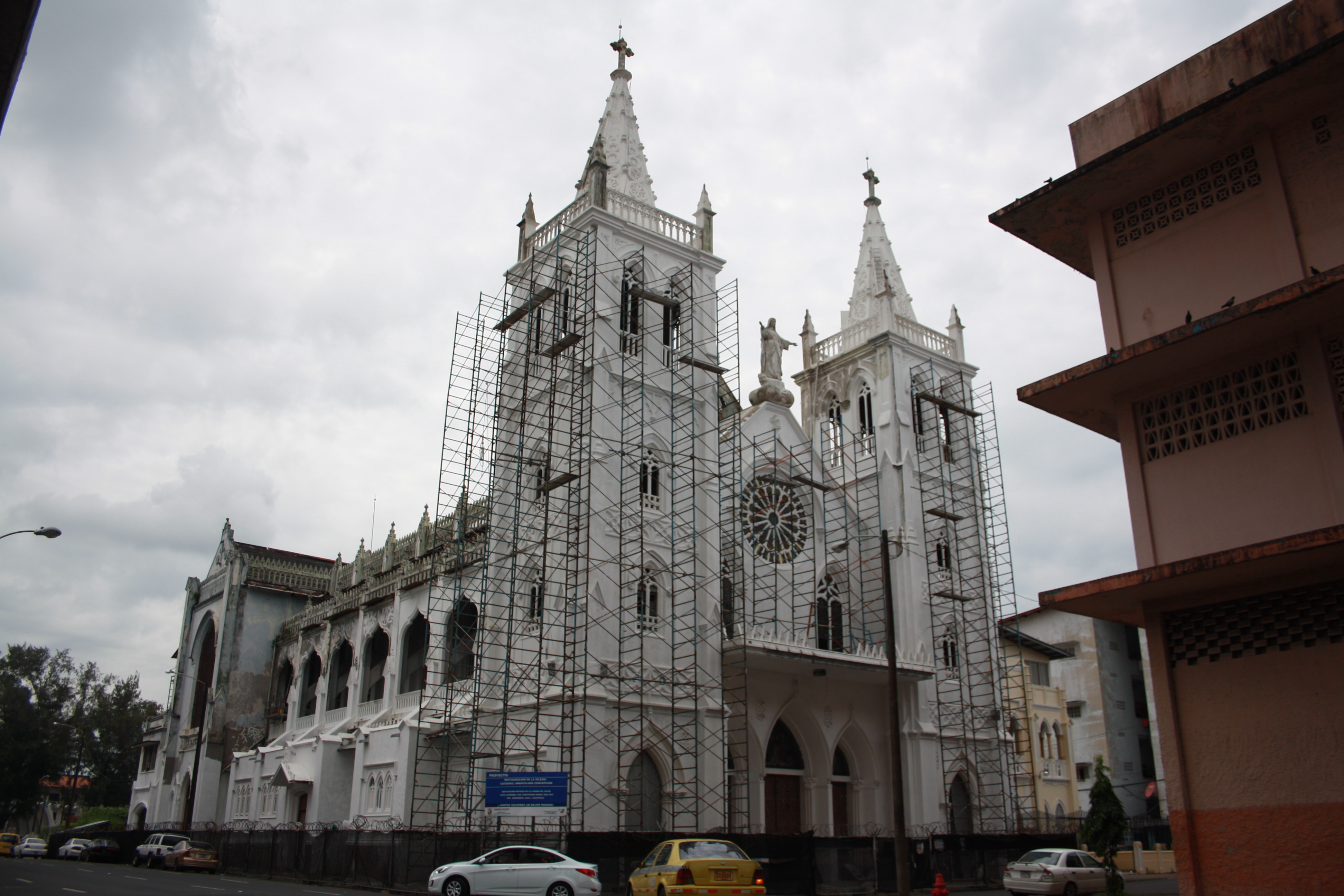
Kathedrale Colón

## Ordinarien

### Bischof von Colón
- Carlos María Ariz Bolea CMF, 15. Dezember 1988 – 13. Juni 1997

### Bischöfe von Colón-Kuna Yala
- Carlos María Ariz Bolea CMF, 13. Juni 1997 – 18. Juni 2005
- Audilio Aguilar Aguilar, 18. Juni 2005 – 30. April 2013, dann Bischof von Santiago de Veraguas
- Manuel Ochogavía Barahona OSA, seit 7. Juli 2014